# Lista leków i środków farmaceutycznych

## A
| nazwa substancji czynnej  | nazwa międzynarodowa | kod ATC                            |
| ------------------------- | -------------------- | ---------------------------------- |
| abatacept                 | Abatacept            | L 04 AA 24                         |
| acebutolol                | Acebutolol           | C 07 AB 04                         |
| acemetacyna               | Acemetacin           | M 01 AB 11                         |
| acenokumarol              | Acenocoumarol        | B 01 AA 07                         |
| acetazolamid              | Acetazolamide        | S 01 EC 01                         |
| acetyloasparaginan potasu |                      |                                    |
| acetylocysteina           | Acetylcysteine       | R 05 CB 01                         |
| acetylosalicylan lizyny   |                      |                                    |
| acetylosalicylowy kwas    | Acetylsalicylic acid | A 01 AD 05, B 01 AC 06, N 02 BA 01 |
| acyklowir                 | Aciclovir            | S 01 AD 03                         |
| acytretyna                | Acitretin            | D 05 BB 02                         |
| adapalen                  | Adapalene            | D 10 AD 03                         |
| agalzydaza alfa           | Agalsidase alfa      | A 16 AB 04                         |
| agomelatyna               | Agomelatine          | N 06 AX 22                         |
| ajmalina                  | Ajmaline             | C 01 BA 05                         |
| akamprozat                | Acamprosate          | N 07 BB 03                         |
| akarboza                  | Acarbose             | A 10 BF 01                         |
| alantoina                 | Allantoin            | D 03 AX                            |
| albendazol                | Albendazole          | P 02 CA 03                         |
| aldesleukina              | Aldesleukin          | L 03 AC 01                         |
| alemtuzumab               | Alemtuzumab          | L 01 XC 04                         |
| alendronowy kwas          | Alendronic acid      | M 05 BA 04                         |
| alfakalcydol              | Alfacalcidol         | A 11 CC 03                         |
| alfosceran choliny        | Choline alfoscerate  | N 07 AX 02                         |
| alfuzosyna                | Alfuzosin            | G 04 CA 01                         |
| alginowy kwas             | Alginic acid         |                                    |
| aliskiren                 | Aliskiren            | C 09 XA 02, C 09 XA 52             |
| allopurynol               | Allopurinol          | M 04 AA 01                         |
| almitryna                 | Almitrine            | R 07 AB 07                         |
| alosetron                 | Alosetron            | A 03 AE 01                         |
| alprazolam                | Alprazolam           | N 05 BA 12                         |
| alprostadyl alfadeks      | Alprostadil alfadex  | C 01 EA 01                         |
| alprostadyl               | Alprostadil          | C 01 EA 01, G 04 BE 01             |
| alteplaza                 | Alteplase            | B 01 AD 02                         |
| alweryna                  | Alverine             | A 03 AX 08                         |
| amantadyna                | Amantadine           | N 04 BB 01                         |
| ambrisentan               | Ambrisentan          | C 02 KX 02                         |
| ambroksol                 | Ambroxol             | R 05 CB 06                         |
| amifostyna                | Amifostine           | V 03 AF 05                         |
| amikacyna                 | Amikacin             | J 01 GB 06                         |
| amiloryd                  | Amiloride            | C 03 DB, C 0 EA                    |
| aminofilina               | Aminophylline        | R 03 DA 05                         |
| aminoglutetymid           | Aminoglutethimide    | L 02 BG 01                         |
| ε-aminokapronowy kwas     | ε-aminocaproic acid  | B 02 AA 01                         |
| amiodaron                 | Amiodarone           | C 01 BD 01                         |
| amisulpryd                | Amisulpride          | N 05 AL 05                         |
| amitryptylina             | Amitriptyline        | N 06 AA 09                         |
| amleksanoks               | Amlexanox            | A 01 AD 07                         |
| amlodypina                | Amlodipine           | C 08 CA 01                         |
| amoksycylina              | Amoxicillin          | J 01 CA 04                         |
| amorolfina                | Amorolfine           | D 01 AE 16                         |
| ampicylina                | Ampicillin           | J 01 CA 01                         |
| anagrelid                 | Anagrelide           | L 01 XX 35                         |
| anastrozol                | Anastrozole          | L 02 BG 03                         |
| anidulafungina            | Anidulafungin        | J 02 AX 06                         |
| antazolina                | Antazoline           | R 06 AX 05                         |
| antytrombina alfa         | Antithrombin alfa    | B 01 AB 02                         |
| apraklonidyna             | Apraclonidine        | S 01 EA 03                         |
| aprepitant                | Aprepitant           | A 04 AD 12                         |
| arsenu trójtlenek         | Arsenic trioxide     | L 01 XX 27                         |
| arypiprazol               | Aripiprazole         | N 05 AX 12                         |
| askorbinowy kwas          | Ascorbic acid        | A 11 GA                            |
| asparaginaza              | Asparaginase         | L 01 XX 02                         |
| asparaginian magnezu      |                      |                                    |
| asparaginian potasu       |                      |                                    |
| astemizol                 | Astemizole           | R 06 AX 11                         |
| atazanawir                | Atazanawir           | J 05 AE 08                         |
| atenolol                  | Atenolol             | C 07 AB 03                         |
| atorwastatyna             | Atrovastatin         | C 10 AA 05                         |
| atozyban                  | Atosiban             | G 02 CX 01                         |
| atropina                  | Atropine             | A 03 BA 01                         |
| aurotioglukoza            | Aurothioglucose      | M 01 CB 04                         |
| aurotiojabłczan sodu      |                      |                                    |
| azatiopryna               | Azathioprine         | L 04 AX 01                         |
| azacytydyna               | Azacitidine          | L 01 BC 07                         |
| azelainowy kwas           | Azelaic acid         | D 10 AX 03                         |
| azelastyna                | Azelastine           | R 06 AX 19                         |
| aztreonam                 | Aztreonam            | J 01 DF 01                         |
| azytromycyna              | Azithromycin         | J 01 FA 10                         |

## B
| nazwa substancji czynnej   | nazwa międzynarodowa | kod ATC |
| -------------------------- | -------------------- | --- |
| bacytracyna                | Bacitracine          | D 06 AX 05, R 02 AB 04 |
| baklofen                   | Baclofen             | M 03 BX 01 |
| bambuterol                 | Bambuterol           | R 03 CC 12 |
| bamipiny mleczan           |                      | |
| bazyliksymab               | Basiliximab          | L 04 AC 02 |
| bekaplermin                | Becaplermin          | D 03 AX 06 |
| beklometazon               | Beclomethazone       | R 01 AD 01, R 03 BA 01 |
| beksaroten                 | Bexarotene           | L 01 XX 25 |
| benazepryl                 | Benazepril           | C 09 AA 07, C 09 BA 07 |
| bencyklan                  | Bencyclane           | C 04 AX 11 |
| benfotiamina               | Benfotiamine         | A 11 DA 03 |
| benserazyd                 | Benserazide          | |
| benzoesan benzylu          |                      | |
| benzokaina                 | Benzocaine           | C 05 AD 03, D 04 AB 04, N 01 BA 05, R 02 AD 01                                                                                     |
| benzydamina                | Benzydamine          | A 01 AD 02, G 02 CC 03, M 01 AX 07, M 02 AA 05                                                                                     |
| betahistyna                | Betahistine          | N 07 CA 01 |
| betakaroten                | Betacarotene         | |
| betaksolol                 | Betaxolol            | C 07 AB 05, S 01 ED 02 |
| betametazon                | Betamethasone        | A 07 EA 04, C 05 AA 05, D 07 AC 01, D 07 XC 01, H 02 AB 01, R 01 AD 06, R 03 BA 04, S 01 BA 06, S 01 CB 04, S 02 BA 07, S 03 BA 03 |
| bezafibrat                 | Bezafibrate          | C 10 AB 02 |
| bifonazol                  | Bifonazole           | D 01 AC 10 |
| bikalutamid                | Bicalutamide         | L 02 BB 03 |
| bimatoprost                | Bimatoprost          | S 01 EE 03 |
| biperyden                  | Biperiden            | N 04 AA 02 |
| bisakodyl                  | Bisacodyl            | A 06 AB 02 |
| bisoprolol                 | Bisoprolol           | C 07 AB 07 |
| biwalirudyna               | Bivalirudin          | B 01 AE 06 |
| bizmutawy azotan zasadowy  |                      | |
| bizmutawy galusan zasadowy |                      | |
| bleomycyna                 | Bleomycin            | L 01 DC 01 |
| botulina                   | Botuline toxin A     | D 11 AX, M 03 AX |
| bromazepam                 | Bromazepam           | N 05 BA 08 |
| bromek bibenzonium         |                      | |
| bromoheksyna               | Bromhexine           | R 05 CB 02 |
| bromokryptyna              | Bromocriptine        | G 02 CB 01, N 04 BC 01 |
| brymonidyna                | Brimonidine          | S 01 EA 05 |
| brynzolamid                | Brinzolamide         | S 01 EC 04 |
| budezonid                  | Budesonide           | A 07 EA 06, D 07 AC 09, R 01 AD 05, R 03 BA 02                                                                                     |
| buflomedyl                 | Buflomedil           | |
| bupiwakaina                | Bupivacaine          | N 01 BB 01 |
| buprenorfina               | Buprenorphine        | N 02 AE 01, N 07 BC 01 |
| bupropion                  | Bupropion            | N 06 AX 12 |
| buspiron                   | Buspirone            | N 05 BE 01 |
| busulfan                   | Busulfan             | L 01 AB 01 |
| butamirat                  | Butamirate           | R 05 DB 13 |

## C
| nazwa substancji czynnej | nazwa międzynarodowa                | kod ATC                                        |
| ------------------------ | ----------------------------------- | ---------------------------------------------- |
| cefadroksyl              | Cefadroxil                          | J 01 DB 05                                     |
| cefaklor                 | Cefaclor                            | J 01 DC 04                                     |
| cefaleksyna              | Cefalexin (Cephalexin)              | J 01 DB 01                                     |
| cefamandol               | Cefamandole                         | J 01 DC 03                                     |
| cefazolina               | Cefazolin (Cefazoline, Cephazoline) | J 01 DB 04                                     |
| cefetamet                | Cefetamet                           | J 01 DD 10                                     |
| cefiderokol              | Cefiderocol                         | J 01 DI 04                                     |
| cefiksym                 | Cefixime                            | J 01 DD 08                                     |
| cefoperazon              | Cefoperazone                        | J 01 DD 12, J 01 DD 62                         |
| cefotaksym               | Cefotaxime                          | J 01 DD 01                                     |
| cefprozyl                | Cefprozil                           | J 01 DC 10                                     |
| cefradyna                | Cefradine (Cephradine)              | J 01 DB 09                                     |
| ceftazydym               | Ceftazidime                         | J 01 DD 02                                     |
| ceftriakson              | Ceftriaxone                         | J 01 DD 01                                     |
| ceftybuten               | Ceftibuten                          | J 01 DD 14                                     |
| cefuroksym aksetyl       | Cefuroxime axetil                   |                                                |
| cefuroksym               | Cefuroxime                          | J 01 DC 02                                     |
| celekoksyb               | Celecoxib                           | L 01 XX 33, M 01 AH 01                         |
| cerebrolizyna            | Celebrolisyne                       |                                                |
| cetroreliks              | Cetrorelix                          | H 01 CC 02                                     |
| cetuksymab               | Cetuximab                           | L 01 XC 06                                     |
| cetyryzyna               | Cetirizine                          | R 06 AE 07                                     |
| chenodeoksycholowy kwas  | Chenodeoxycholic acid               |                                                |
| chinagolid               | Quinagolide                         | G 02 CB 04                                     |
| chinapryl                | Qunapril                            | C 09 AA 06                                     |
| chinidyna                | Quinidine                           | C 01 BA 01                                     |
| chlorambucyl             | Chlorambucil                        | L 01 AA 02                                     |
| chloramfenikol           | Chloramphenicol                     | D 06 AX 02, D 10 AF 03, J 01 BA 01, S 01 AA 01 |
| chlorodiazepoksyd        | Chlordiazepoxide                    | N 05 BA 02                                     |
| chlorochina              | Chloroquine                         | P 01 BA 01                                     |
| chlorokrezol             | Chlorocresol                        |                                                |
| chlorotetracyklina       | Chlortetracycline                   | D 06 AA 02, A 01 AB 21                         |
| chloropromazyna          | Chlorpromazine                      | N 05 AA 01                                     |
| chloropropamid           | Chlorpropamide                      | A 10 BB 02                                     |
| chloroprotyksen          | Chlorprotixene                      | N 05 AF 03                                     |
| chlorotalidon            | Chlortalidone                       | C 03 BA 04                                     |
| cholekalcyferol          | Cholecalciferol                     |                                                |
| cholestyramina           | Cholestyramine                      | C 10 AC 01                                     |
| choriogonadotropina alfa | Choriogonadotropin alfa             | G 03 GA 08                                     |
| cisplatyna               | Cisplatin                           | L 01 XA 01                                     |
| citalopram               | Citalopram                          | N 06 AB 04, N 06 AB 10                         |
| cydofowir                | Cidofovir                           | J 05 AB 12                                     |
| cyjanokobalamina         | Cyanocobalamine                     |                                                |
| cyklofosfamid            | Cyclophosphamide                    | L 01 AA 01                                     |
| cyklopiroks              | Ciclopirox (Cyclopiroxolamine)      | D 01 AE 14, G 01 AX 12                         |
| cyklosporyna             | Cyclosporin                         | L 04 AD 01, S 01 XA 18                         |
| cylastatyna              | Cilastatin                          |                                                |
| cylazapryl               | Cilazapril                          | C 09 AA 08                                     |
| cymetydyna               | Cimetidine                          | A 02 BA 01                                     |
| cynakalcet               | Cinacalcet                          | H 05 BX 01                                     |
| cynaryzyna               | Cinnarizine                         | N 07 CA 02                                     |
| cynku octan              | Zinc Acetate                        | A 16 AX 05                                     |
| cynku siarczan           | Zinc sulphate                       |                                                |
| cynku tlenek             | Zinc oxide                          |                                                |
| cyprofibrat              | Ciprofibrate                        | C 10 AB 08                                     |
| cyprofloksacyna          | Ciprofloxacin                       | J 01 MA 02, S 01 AX 13, S 03 AA 07             |
| cyproheptadyna           | Cyproheptadine                      | R 06 AX 02                                     |
| cyproteron               | Cyproterone                         | G 03 HA 01                                     |
| cytarabina               | Cytarabine                          | L 01 BC 01                                     |
| cytrynowy kwas           | Citric acid                         |                                                |
| cytyzyna                 | Cytisine                            |                                                |
| cyzapryd                 | Cisapride                           | A 03 FA 02                                     |

## D
| nazwa substancji czynnej        | nazwa międzynarodowa | kod ATC                                                                                        |
| ------------------------------- | -------------------- | ---------------------------------------------------------------------------------------------- |
| dabigatran                      | Dabigatran           | B 01 AE 07                                                                                     |
| dakarbazyna                     | Dacarbazine          | L 01 AX 04                                                                                     |
| daklizumab                      | Daclizumab           | L 04 AC 01                                                                                     |
| dalteparyna                     | Dalteparin           |                                                                                                |
| danazol                         | Danazol              | G 03 XA 01                                                                                     |
| daptomycyna                     | Daptomycin           | J 01 XX 09                                                                                     |
| darunawir                       | Darunavir            | J 05 AE 10                                                                                     |
| daryfenacyna                    | Darifenacine         | G 04 BD 10                                                                                     |
| daunorubicyna                   | Daunorubicin         | L 01 DB 02                                                                                     |
| dasatynib                       | Dasatinib            | L 01 XE 06                                                                                     |
| deanol                          |                      |                                                                                                |
| deferazyroks                    | Deferasirox          | V 03 AC 03                                                                                     |
| deferoksamma                    | Deferoxamine         | V 03 AC 01                                                                                     |
| deferypron                      | Deferiprone          | V 03 AC 02                                                                                     |
| degareliks                      | Degarelix            | L 02 BX 02                                                                                     |
| deksametazon                    | Dexamethasone        | A 01 AC 02, C 05 AA 09, D 07 AB 19, H 02 AB 02, R 01 AD 03, S 01 BA 01, S 02 BA 06, S 03 BA 01 |
| deksibuprofen                   | Dexibuprofen         | M 01 AE 14                                                                                     |
| dekspantenol                    | Dexpanthenol         | A 11 HA 30, D 03 AX 03, S 01 XA 12                                                             |
| deksrazoksan                    | Dexrazoxane          | V 03 AF 02                                                                                     |
| dekstranomer                    | Dextranomer          | D 03 AX 02                                                                                     |
| dekstrometorfan                 | Dextromethorphan     | R 05 DA 09                                                                                     |
| denotywir                       | Denotivir            |                                                                                                |
| deoksyrybonukleaza              | Deoxyribonuclease    |                                                                                                |
| desloratadyna                   | Desloratadine        | R 06 AX 27                                                                                     |
| desmopresyna                    | Desmopressin         | H 01 BA 02                                                                                     |
| desyrudyna                      | Desirudin            | B 01 AE 01                                                                                     |
| dezogestrel                     | Desogestrel          | G 03 AC 09                                                                                     |
| dezypramina                     | Desipramine          | N 06 AA 01                                                                                     |
| diazepam                        | Diazepam             | N 05 BA 01, N 05 BA 17                                                                         |
| dibenzepina                     | Dibenzepin           | N 06 AA 08                                                                                     |
| difenoksylat                    | Diphenoxylate        | A 07 DA 01                                                                                     |
| diflukortolon                   | Diflucortolone       | D 07 AC 06, D 07 XC 04                                                                         |
| digoksyna                       | Digoxin              | C 01 AA 02, C 01 AA 05, C 01 AA 08                                                             |
| dihydralazyna                   | Dihydralazine        | C 02 DB 01                                                                                     |
| dihydrobenzperidol              |                      |                                                                                                |
| dihydroergokrystyna             | Dihydroergocristine  |                                                                                                |
| dihydroergotamina               | Dihydroergotamine    | N 02 CA 01                                                                                     |
| dihydroergotoksyna              |                      |                                                                                                |
| dihydroksoglinowo-sodowy węglan |                      |                                                                                                |
| diklofenak                      | Diclofenac           | M 01 AB 05, M 02 AA 15, S 01 BC 03                                                             |
| diltiazem                       | Diltiazem            | C 08 DB 01                                                                                     |
| dimenhydrynat                   | Dimenhydrinate       |                                                                                                |
| dimetykon                       | Dimethicone          |                                                                                                |
| dimetynden                      | Dimethindene         | D 04 AA 13, R 06 AB 03                                                                         |
| dinoproston                     | Dinoprostone         | G 02 AD 02                                                                                     |
| diosmina                        | Diosmin              | C 05 CA 03                                                                                     |
| dipirydamol                     | Dipyridamole         | B 01 AC 07                                                                                     |
| diprofilina                     |                      |                                                                                                |
| distygmina                      | Distigmine           | N 07 AA 03                                                                                     |
| disulfiram                      | Disulfiram           | N 07 BB 01, P 03 AA 04                                                                         |
| ditranol                        | Dithranole           | D 05 AC 01                                                                                     |
| dizopiramid                     | Disopyramide         | C 01 BA 03                                                                                     |
| dobesylan wapniowy              |                      |                                                                                                |
| docetaksel                      | Docetaxel            | L 01 CD 02                                                                                     |
| doksazosyna                     | Doxazosin            | C 02 CA 04                                                                                     |
| doksepina                       | Doxepin              | N 06 AA 12                                                                                     |
| doksorubicyna                   | Doxorubicin          | L 01 DB 01                                                                                     |
| doksycyklina                    | Doxycycline          | J 01 AA 02, A 01 AB 22                                                                         |
| dokuzan sodowy                  | Sodium docusate      |                                                                                                |
| domifen                         | Domiphen             | A 01 AB 06                                                                                     |
| donepezil                       | Donepezil            | N 06 DA 02                                                                                     |
| dopamina                        | Dopamine             | C 01 CA 04                                                                                     |
| dornaza alfa                    | Dornase alfa         | R 05 CB 13                                                                                     |
| dorypenem                       | Doripenem            | J 01 DH 04                                                                                     |
| dorzolamid                      | Dorzolamide          | S 01 EC 03                                                                                     |
| drotaweryna                     | Drotaverine          | A 03 AD 02                                                                                     |
| drotrekogina alfa               | Drotrecogin alfa     | B 01 AD 10                                                                                     |
| duloksetyna                     | Duloxetine           | N 06 AX 21                                                                                     |

## E
| nazwa substancji czynnej | nazwa międzynarodowa | kod ATC                            |
| ------------------------ | -------------------- | ---------------------------------- |
| ebastyna                 | Ebastine             | R 06 AX 22                         |
| efawirenz                | Efavirenz            | J 05 AG 03                         |
| efedryna                 | Ephedrine            | R 01 AA 03, R 03 CA 02, S 01 FB 02 |
| ekonazol                 | Econazole            | D 01 AC 03, G 01 AF 05             |
| eksemestan               | Exemestane           | L 02 BG 06                         |
| eksenatyd                | Exenatide            | A 10 BX 04                         |
| ekulizumab               | Eculizumab           | L 04 AA 25                         |
| eletryptan               | Eletriptan           | N 02 CC 06                         |
| emedastyna               | Emedastine           | S 01 GX 06                         |
| emtrycytabina            | Emtricitabine        | J 05 AF 09                         |
| enalapryl                | Enalapril            | C 09 AA 02                         |
| enfuwirtyd               | Enfuvirtide          | J 05 AX 07                         |
| enoksaparyna             | Enoxaparin           | B 01 AB 05                         |
| entakapon                | Entacapone           | N 04 BX 02                         |
| entekawir                | Entecavir            | J 05 AF 10                         |
| epirubicyna              | Epirubicin           | L 01 DB 03                         |
| epoetyna alfa            | Epoetin alfa         |                                    |
| eptotermina alfa         | Eptotermin alfa      | M 05 BC 02                         |
| eptyfibatyd              | Eptifibatide         | B 01 AC 16                         |
| erflornityna             | Erflornithine        | D 11 AX 16, P 01 CX 03             |
| erotynib                 | Erlotinib            | L 01 XE 03                         |
| ergotamina               | Ergotamine           | N 02 CA 02                         |
| ertapenem                | Ertapenem            | J 01 DH 03                         |
| erytromycyna             | Erythromycin         | J 01 FA 01                         |
| Escitalopram             | Escitalopram         | N06 AB10                           |
| escyna                   | Aescin               |                                    |
| esomeprazol              | Esomeprazole         | A 02 BC 05                         |
| estazolam                | Estazolam            | N 05 CD 04                         |
| estradiol                | Estradiol            | G 03 CA 03                         |
| estramustyna             | Estramustin          | L 01 XX 11                         |
| estriol                  | Estriol              |                                    |
| etakrydyna               | Ethacridine          |                                    |
| etambutol                | Ethambutol           | J 04 AK 02                         |
| etamsylat                | Etamsylate           | B 02 BX 01                         |
| etanercept               | Etanercept           | L 04 AB 01                         |
| etofenamat               | Etofenamate          | M 02 AA 06                         |
| etopozyd                 | Etoposide            | L 01 CB 01                         |
| etosuksymid              | Ethosuximide         | N 03 AD 01                         |
| etrawiryna               | Etravirine           | J 05 AG 04                         |
| etydronowy kwas          | Etidronic acid       | M 05 BA 01, M 05 BB 01             |
| etylefryna               | Etilefrine           | C 01 CA 01                         |
| etynyloestradiol         | Ethinylestradiol     | G 03 CA 01, L 02 AA 03             |
| etysteron                | Ethisterone          | G 03 DC 04                         |
| ewerolimus               |                      |                                    |

## F
| nazwa substancji czynnej | nazwa międzynarodowa   | kod ATC                                                                |
| ------------------------ | ---------------------- | ---------------------------------------------------------------------- |
| fakolizyna               |                        |                                                                        |
| famotydyna               | Famotidine             | A 02 BA 03                                                             |
| febuksostat              | Febuxostat             | M 04 AA 03                                                             |
| feksofenadyna            |                        |                                                                        |
| felbamat                 | Felbamate              | N 03 AX 10                                                             |
| felodypina               | Felodipine             | C 08 CA 02                                                             |
| fenazon                  | Phenazone              | N 02 BB 01                                                             |
| fenazopirydyna           | Phenazopyridine        | G 04 BX 06                                                             |
| fenbufen                 | Fenbufen               |                                                                        |
| fendylina                | Fendiline              | C 08 EA 01                                                             |
| fenobarbital             | Phenobarbital          | N 05 CA 24, N 03 AA 02                                                 |
| fenofibrat               | Fenofibrate            | C 10 AB 05                                                             |
| fenoterol                | Fenoterol              | R 03 AC 04, G 02 CA 03                                                 |
| fenspiryd                | Fenspiride             | R 03 BX 01, R 03 BX 03                                                 |
| fentanyl                 | Fentanyl               | N 01 AH 01, N 02 AB 03                                                 |
| fentermina               | Phentermine            | A 08 AA 01, C 01 CA 11                                                 |
| fentikonazol             | Fenticonazole          | D 01 AC 12, G 01 AF 12                                                 |
| fenylbutazon             | Phenylbutazone         | M 01 AA 01, M 02 AA 01                                                 |
| fenylefryna              | Phenylephrine          |                                                                        |
| fenylomaślan sodu        | Sodium phenylbutyrate  | A 16 AX 03                                                             |
| fenylopropanoloamina     | Phenylpropanolamine    | R 01 BA 01                                                             |
| fenytoina                | Phenytoin              | N 03 AB 02, N 03 AB 04, N 03 AB 05                                     |
| fezoterodyna             | Fesoterodine           | G 04 BD 11                                                             |
| filgrastym               | Filgrastim             | L 03 AA 02                                                             |
| finasteryd               | Finasteride            | G 04 CB 01, D 11 AX 10                                                 |
| fitomenadion             |                        |                                                                        |
| fizostygmina             |                        |                                                                        |
| fludarabina              | Fludarabine            | L 01 BB 05                                                             |
| fludrokortyzon           | Fludrocortisone        | H 02 AA 02                                                             |
| flufenazyna              | Fluphenazine           | N 05 AB 02                                                             |
| flukonazol               | Flukonazole            | D 01 AC 15, J 02 AC 01                                                 |
| flumetazon               | Flumethasone           | D 07 AB 03, D 07 XB 01                                                 |
| flunaryzyna              | Flunarizine            | N 07 CA 03                                                             |
| flunitrazepam            | Flunitrazepam          | N 05 CD 03                                                             |
| flunizolid               | Flunisolide            | R 01 AD 04, R 03 BA 03                                                 |
| fluocynolon              | Fluocinolone acetonide | C 05 AA 10, D 07 AC 04                                                 |
| fluoksetyna              | Fluoxetine             | N 06 AB 03                                                             |
| fluorometolon            | Fluorometholone        | C 05 AA 06, D 07 AB 06, D 07 XB 04, D 10 AA 01, S 01 BA 07, S 01 CB 05 |
| fluorouracyl             | Fluorouracil           | L 01 BC 02                                                             |
| flupentyksol             | Flupentixol            | N 05 AF 01                                                             |
| flurbiprofen             | Flurbiprofen           | M 01 AE 09, M 02 AA 19, S 01 BC 04                                     |
| flutamid                 | Flutamide              | L 02 BB 01                                                             |
| flutikazon               | Fluticasone            | D 07 AC 17, D 07 AC 04, R 01 AD 08, R 03 BA 05, R 01 AD 12             |
| flutrimazol              | Flutrimazole           | G 01 AF 18                                                             |
| fluwastatyna             | Fluvastatin            | C 10 AA 04                                                             |
| fluwoksamina             | Fluvoxamine            | N 06 AB 08                                                             |
| foliowy kwas             | Folic acid             |                                                                        |
| folinian wapnia          | Calcium folinate       |                                                                        |
| folitropina alfa         | Follitropin alfa       | G 03 GA 05                                                             |
| folitropina beta         | Follitropin beta       |                                                                        |
| fondaparynuks            | Fondaparinux           | B 01 AX 05                                                             |
| formestan                | Formestane             | L 02 BG 02                                                             |
| formoterol               | Formoterol             | R 03 AC 13                                                             |
| fosamprenawir            | Fosamprenavir          | J 05 AE 07                                                             |
| fosaprepitant            | Fosaprepitant          | A 04 AD 12                                                             |
| fosfomycyna              | Phosphomycin           | J 01 XX 01                                                             |
| framycetyna              | Framycetin             | R 01 AX 08                                                             |
| fulwestrant              | Fulvestrant            | L 02 BA 03                                                             |
| furazolidon              | Furazolidone           | G 01 AX 06                                                             |
| furazydyna               | Furazidine             |                                                                        |
| furosemid                | Furosemide             | C 03 CA 01                                                             |
| fuzafungina              | Fusafungine            | R 02 AB 03                                                             |

## G
| nazwa substancji czynnej   | nazwa międzynarodowa | kod ATC                                                    |
| -------------------------- | -------------------- | ---------------------------------------------------------- |
| gabapentyna                | Gabapentin           | N 03 AX 12                                                 |
| gadofosweset               | Gadofosveset         |                                                            |
| gadowersetamid             | Gadoversetamide      | V 08 CA 06                                                 |
| galantamina                | Galantamine          | N 06 DA 04                                                 |
| galsulfaza                 | Galsulfase           |                                                            |
| gancyklowir                | Ganciclovir          | J 05 AB 06, S 01 AD 09                                     |
| ganireliks                 | Ganirelix            | H 01 CC 01                                                 |
| gemcytabina                | Gemcitabine          | L 01 BC 05                                                 |
| gemfibrozyl                | Gemfibrozil          | C 10 AB 04                                                 |
| gentamycyna                | Gentamicin           | D 06 AX 07, J 01 GB 03, S 01 AA 11, S 02 AA 14, S 03 AA 06 |
| glibenklamid               | Glibenclamide        | A 10 BB 01                                                 |
| gliklazyd                  | Gliclazide           | A 10 BB 09                                                 |
| glikwidon                  | Gliquidone           | A 10 BB 08                                                 |
| glimepiryd                 | Glimepiride          | A 10 BB 12                                                 |
| glinu chlorek              | Aluminium chloride   |                                                            |
| glinu fosforan             | Aluminium phosphate  |                                                            |
| glinu węglan               |                      |                                                            |
| glinu wodorotlenek         |                      |                                                            |
| glipizyd                   | Glipizide            | A 10 BB 07                                                 |
| glukagon                   | Glucagon             |                                                            |
| glukonian wapnia           | Calcium gluconate    |                                                            |
| glukonolaktobionian wapnia |                      |                                                            |
| glukoza                    | Glucose              |                                                            |
| glukozamina                | Glucosamine          |                                                            |
| gonadorelina               | Gonadorelin          |                                                            |
| gonadotropina kosmówkowa   |                      |                                                            |
| goserelina                 | Goserelin            | L 02 AE 03                                                 |
| gwajafenezyna              | Guaifenesin          | R 05 CA 03                                                 |

## H
| nazwa substancji czynnej | nazwa międzynarodowa           | kod ATC                            |
| ------------------------ | ------------------------------ | ---------------------------------- |
| halometazon              | Halometasone                   | D 07 AC 12                         |
| haloperydol              | Haloperidol                    | N 05 AD 01                         |
| heparyna                 | Heparin                        | B 01 AB 01, C 05 BA 03, S 01 XA 14 |
| hialuronowy kwas         | Hyaluronic acid                |                                    |
| hioscyna                 | Hyoscine                       | A 04 AD 01, N 05 CM 05, S 01 FA 02 |
| hipromeloza              | Hypromellose                   |                                    |
| hydrochlorotiazyd        | Hydrochlorothiazide            | C 03 AA 03                         |
| hydrokortyzon            | Hydrocortisone                 | H 02 AB 09                         |
| hydroksyetyloceluloza    | Hydroxyethylcellulose          |                                    |
| hydroksykarbamid         | Hydroxycarbamide (Hydroxyurea) | L 01 XX 05                         |
| hydroksymaślan sodu      | Sodium hydroxybutyrate         | N 07 XX 04                         |
| hydroksykobalamina       | Hydroxycobalamin               | B 03 BA 03, V 03 AB 33             |
| hydroksyprogesteron      | Hydroxyprogesterone            |                                    |
| hydroksyzyna             | Hydroxyzine                    | N 05 BB 01                         |
| hydrotalcyt              | Hydrotalcit                    |                                    |
| hymekromon               | Hymecromone                    | A 05 AX 02                         |

## I
| nazwa substancji czynnej | nazwa międzynarodowa   | kod ATC                                        |
| ------------------------ | ---------------------- | ---------------------------------------------- |
| iberogast                | Iberogast              | -                                              |
| ibrytumomab tiuksetan    | Ibritumomab tiuxetan   | V 10 XX 02                                     |
| ibuprofen                | Ibuprofen              | M 01 AE 01                                     |
| idarubicyna              | Idarubicin             | L 01 DB 06                                     |
| ifosfamid                | Ifosfamide             | L 01 AA 06                                     |
| ikatybant                | Icatibant              | C 01 EB 19                                     |
| iloprost                 | Iloprost               | B 01 AC 11                                     |
| imigluceraza             | Imiglucerase           | A 16 AB 02                                     |
| imikwimod                | Imiquimod              | D 06 BB 10                                     |
| imipenem                 | Imipenem               | J 01 DH 51                                     |
| imipramina               | Indobufene             | B 01 AC 10                                     |
| indapamid                | Indapamide             | C 03 BA 11                                     |
| indobufen                | Indobufen              | B 01 AC 10                                     |
| indometacyna             | Indometacin            | C 01 EB 03, M 01 AB 01, M 02 AA 23, S 01 BC 01 |
| indynawir                | Indinavir              | J 05 AE 02                                     |
| inozyna pranobeks        | Inosine pranobex       |                                                |
| insulina                 | Insulin                |                                                |
| insulina glargine        | Insuin glargine        | A 10 AE 04                                     |
| insulina izofanowa       | Insulin isophane       |                                                |
| insulina lispro          | Insulin lispro         |                                                |
| interferon alfa-2b       | Interferon alfa-2b     | L 03 AB 05                                     |
| interferon alfakon-1     | Interferon alfacon-1   |                                                |
| interferon beta-1a       | Interferon beta-1a     | L 03 AB 07                                     |
| interferon beta-1b       | Interferon beta-1b     | L 03 AB 08                                     |
| ipratropium bromek       | Ipratropium bromide    | R 01 AX 03, R 03 BB 01                         |
| iprazochrom              | Iprazochrome           | N 02 CX 03                                     |
| irbesartan               | Irbesartan             | C 09 CA 04                                     |
| irynotekan               | Irinotecan             | L 01 XX 19                                     |
| isradypina               | Isradipine             | C 08 CA 03                                     |
| itrakonazol              | Itraconazole           | J 02 AC 02                                     |
| iwabradyna               | Ivabradine             | C 01 EB 17                                     |
| izokonazol               | Isoconazole            | D 01 AC 05, G 01 AF 07                         |
| izoniazyd                | Isoniazid              | J 04 AC 01                                     |
| izosorbidu diazotan      | Isosorbide dinitrate   | C 01 DA 08, D 03 AX 08                         |
| izosorbidu monoazotan    | Isosorbide mononitrate | C 01 DA 14                                     |
| izotretynoina            | Isotretinoin           | D 10 AD 04                                     |

## J
| nazwa substancji czynnej | nazwa międzynarodowa | kod ATC    |
| ------------------------ | -------------------- | ---------- |
| joflupan                 | Ioflupane            | V 09 AB 03 |
| jodopowidon              | Iodopovidon          |            |

## K
| nazwa substancji czynnej | nazwa międzynarodowa    | kod ATC                                                    |
| ------------------------ | ----------------------- | ---------------------------------------------------------- |
| kabergolina              | Cabergoline             | G 02 CB 03                                                 |
| kalcyfediol              | Calcifediol             |                                                            |
| kalcytonina              | Calcitonin              |                                                            |
| kalcytriol               | Calcitriol              |                                                            |
| kandesartan              | Candesartan             | C 09 CA 06                                                 |
| kanrenonian potasu       | Potassium canrenonate   |                                                            |
| kapecytabina             | Capecitabine            | L 01 BC 06                                                 |
| kapreomycyna             | Capreomycin             | J 04 AB 30                                                 |
| kaptopryl                | Captopril               | C 09 AA 01                                                 |
| karbachol                | Carbachol               | N 07 AB 01                                                 |
| karbamazepina            | Carbamazepine           | N 03 AF 01                                                 |
| karbenicylina            | Carbenicillin           | J 01 CA 03                                                 |
| karbidopa                | Carbidopa               |                                                            |
| karbinoksamina           | Carbinoxamine           | R 06 AA 08                                                 |
| karbocysteina            | Carbocisteine           | R 05 CB 03                                                 |
| karboplatyna             | Carboplatin             | L 01 XA 02                                                 |
| kargluminowy kwas        | Carglumic acid          | A 16 AA 05                                                 |
| karteolol                | Carteolol               | C 07 AA 15, S 01 ED 05                                     |
| karwedilol               | Carvedilol              | C 07 AG 02                                                 |
| kaspofungina             | Caspofungin             | J 02 AX 04                                                 |
| ketokonazol              | Ketoconazole            | J 02 AB 02, D 01 AC 08, G 01 AF 11                         |
| ketoprofen               | Ketoprofen              | M 01 AE 03, M 01 AE 17, M 02 AA 10                         |
| ketotifen                | Ketotifen               | R 06 AX 17, S 01 GX 08                                     |
| kladrybina               | Cladribine              | L 01 BB 04                                                 |
| klarytromycyna           | Clarithromycin          | J 01 FA 09                                                 |
| klawulanowy kwas         | Clavulanic acid         |                                                            |
| klemastyna               | Clemastine              | R 06 AA 04                                                 |
| klindamycyna             | Clindamycin             | J 01 FF 01, D 10 AF 01, G 01 AA 10                         |
| kliochinol               | Clioquinol              | D 08 AH 30, D 09 AA 10, G 01 AC 02, P 01 AA 02, S 02 AA 05 |
| klobetazon               | Clobetasone             | D 07 AB 01, S 01 BA 09                                     |
| klodronian disodowy      | Disodium clodronate     |                                                            |
| klofarabina              | Clofarabine             | L 01 BB 06                                                 |
| kloksacylina             | Cloxacillin             | J 01 CF 02                                                 |
| klometiazol              | Clomethiazole           | N 05 CM 02                                                 |
| klomifen                 | Clomifene               | G 03 GB 02                                                 |
| klomipramina             | Clomipramine            | N 06 AA 04                                                 |
| klonazepam               | Clonazepam              | N 03 AE 01                                                 |
| klonidyna                | Clonidine               | C 02 AC 01, N 02 CX 02, S 01 EA 04                         |
| klopamid                 | Clopamide               | C 03 BA 03                                                 |
| klopidogrel              | Clopidogrel             | B 01 AC 04                                                 |
| klorazepan dipotasowy    | Clorazepate dipotassium | N 05 BA 05                                                 |
| klostridiopeptydaza      | Clostridiopeptidase     |                                                            |
| klotrimazol              | Clotrimazole            | A 01 AB 18, D 01 AC 01, G 01 AF 02                         |
| klozapina                | Clozapine               | N 05 AH 02                                                 |
| kodeina                  | Codeine                 | R 05 DA 04, N 02 AA 59                                     |
| kofeina                  | Caffeine                |                                                            |
| kokarboksylaza           | Cocarboxylase           |                                                            |
| kolchicyna               | Colchicine              | M 04 AC 01                                                 |
| kolesewelam              | Colesevelam             | C 10 AC 04                                                 |
| kolestypol               | Colestipol              |                                                            |
| kolistyna                | Colistin                | J 01 XB 01, A 07 AA 10                                     |
| kozyntropina             | Cosyntropin             |                                                            |
| kromoglikan disodowy     | Disodium cromoglicate   | R 03 BC 01, R 01 AC 01, A 07 EB 01, D 11 AX 17             |
| ksantynolu nikotynian    | Xantinol nicotinate     | C 04 AD 02                                                 |
| ksylometazolina          | Xylometazoline          | R 01 AA 07, S 01 GA 03                                     |
| kwetiapina               | Quetiapine              | N 05 AH 04                                                 |

## L
| nazwa substancji czynnej | nazwa międzynarodowa    | kod ATC                                                    |
| ------------------------ | ----------------------- | ---------------------------------------------------------- |
| labetalol                | Labetalol               | C 07 AG 01                                                 |
| lakozamid                | Lacosamide              | N 03 AX 18                                                 |
| laktoglukonian wapnia    |                         |                                                            |
| laktuloza                | Lactulose               | A 06 AD 11                                                 |
| lamiwudyna               | Lamivudine              | J 05 AF 05                                                 |
| lamotrygina              | Lamotrigine             | N 03 AX 09                                                 |
| lanreotyd                | Lanreotide              | H 01 CB 03                                                 |
| lanzoprazol              | Lansoprazole            | A 02 BC 03                                                 |
| lapatynib                | Lapatinib               | L 01 XE 07                                                 |
| laronidaza               | Laronidase              | A 16 AB 05                                                 |
| latanoprost              | Latanoprost             | S 01 EE 01                                                 |
| lazofoksyfen             | Lasofixifene            | jeszcze nie ustalono                                       |
| leflunomid               | Leflunomide             | L 04 AA 13                                                 |
| leksydronam samaru-153   | Samarium-153 Lexidronam | V 10 BX 02                                                 |
| lenalidomid              | Lenalidomide            | L 04 AX 04                                                 |
| lenograstym              | Lenograstim             | L 03 AA 10                                                 |
| lepirudyna               | Lepirudin               | B 01 AE 02                                                 |
| letrozol                 | Letrozole               | L 02 BG 04                                                 |
| leuprorelina             | Leuprorelin             | L 02 AE 02                                                 |
| lewamizol                | Levamisole              | P 02 CE 01                                                 |
| lewetyracetam            | Levetiracetam           | N 03 AX 14                                                 |
| lewocetyryzyna           | Levocetirizine          | R 06 AE 09                                                 |
| lewodopa                 | Levodopa                |                                                            |
| lewokabastyna            | Levocabastine           | R 01 AC 02, S 01 GX 02                                     |
| lewokarnityna            | Levocarnitine           | A 16 AA 01                                                 |
| lewomepromazyna          | Levomepromazine         | N 05 AA 02                                                 |
| lewonorgestrel           | Levonorgestrel          | G 03 AC 03                                                 |
| lewotyroksyna            | Levothyroxine           | H 03 AA 01                                                 |
| lidokaina                | Lidocaine               | N 01 BB 02, C 01 BB 01, D 04 AB 01, S 02 DA 01, C 05 AD 01 |
| linestrenol              | Lynestrenol             | G 03 AC 02                                                 |
| linkomycyna              | Lincomycin              | J 01 FF 02                                                 |
| liotyronina              | Liothyronine            |                                                            |
| litu węglan              | Lithium Carbonate       |                                                            |
| lizynopryl               | Lisinopril              | C 09 AA 03                                                 |
| loperamid                | Loperamide              | A 07 DA 03, A 07 DA 05                                     |
| loratadyna               | Loratadine              | R 06 AX 13                                                 |
| lorazepam                | Lorazepam               | N 05 BA 06                                                 |
| lormetazepam             | Lormetazepam            | N 05 CD 06                                                 |
| losartan                 | Losartan                | C 09 CA 01                                                 |
| lowastatyna              | Lovastatin              | C 10 AA 02                                                 |

## M
| nazwa substancji czynnej | nazwa międzynarodowa  | kod ATC                                                                |
| ------------------------ | --------------------- | ---------------------------------------------------------------------- |
| magaldrat                | Magaldrate            | A 02 AD 02, A 02 AF 01                                                 |
| mangafodipir             | Mangafodipir          | V 08 CA 05                                                             |
| magnezu mleczan          |                       |                                                                        |
| magnezu tlenek           | Magnesium oxide       |                                                                        |
| magnezu węglan           |                       |                                                                        |
| magnezu wodorotlenek     |                       |                                                                        |
| makrogole                |                       |                                                                        |
| maprotylina              | Maprotiline           | N 06 AA 21                                                             |
| marawirok                | Maraviroc             | J 05 AX 09                                                             |
| mazypredon               | Mazipredone           |                                                                        |
| mebendazol               | Mebendazole           | P 02 CA 01                                                             |
| mebeweryna               | Mebeverine            | A 03 AA 04                                                             |
| medazepam                | Medazepam             | N 05 BA 03                                                             |
| medroksyprogesteron      | Medroxyprogesterone   | G 03 AC 06, G 03 DA 02, L 02 AB 02                                     |
| medryzon                 | Medrysone             | S 01 BA 08                                                             |
| mefenamowy kwas          | Mefenamic acid        | M 01 AG 01                                                             |
| megestrol                | Megestrol             | G 03 AC 05, G 03 DB 02, L 02 AB 01                                     |
| mekasermina              | Mecasermin            | H 01 AC 03                                                             |
| meklofenoksat            | Meclofenoxate         |                                                                        |
| meksyletyna              | Mexiletine            | C 01 BB 02                                                             |
| meksypryl                | Moexipril             | C 09 AA 13                                                             |
| melatonina               | Melatonin             | N 05 CH 01                                                             |
| melfalan                 | Melphalan             | L 01 AA 03                                                             |
| meloksykam               | Meloxicam             | M 01 AC 06                                                             |
| memantyna                | Memantine             | N 06 DX 01                                                             |
| menotropina              | Menotropin            | G 03 GA 02                                                             |
| mepartrycyna             | Mepartricin           | A 01 AB 16                                                             |
| mepiwakaina              | Mepivacaine           | N 01 BB 03                                                             |
| merkaptopuryna           | Mercaptopurine        | L 01 BB 02                                                             |
| mesalazyna               | Mesalazine            | A 07 EC 02                                                             |
| mesna                    | Mesna                 | R 05 CB 05, V 03 AF 01                                                 |
| mesterolon               | Mesterolone           | G 03 BB 01                                                             |
| metadon                  | Methadone             | N 02 AC 52, N 07 BC 02, R 05 DA 06                                     |
| metamizol                | Metamizole            | N 02 BB 02                                                             |
| metandienon              | Metandienone          | A 14 AA 03                                                             |
| metenamina               | Methenamine           |                                                                        |
| metformina               | Metformin             | A 10 BA 02, A 10 BD 02, A 10 BD 03, A 10 BD 05, A 10 BD 07, A 10 BD 08 |
| metokarbamol             | Methocarbamol         | M 03 BA 03                                                             |
| metoklopramid            | Metoclopramide        | A 03 FA 01                                                             |
| metaksalon               | Metaxalone            |                                                                        |
| metoprolol               | Metoprolol            | C 07 AB 02                                                             |
| metotreksat              | Methotrexate          | L 01 BA 01, L 04 AX 03                                                 |
| metronidazol             | Metronidazole         | A 01 AB 17, D 06 BX 01, G 01 AF 01, J 01 XD 01, P 01 AB 01             |
| metyldopa                | Methylodopa           | C 02 AB 01                                                             |
| metylfenidat             | Methylfenidate        | N 06 BA 04                                                             |
| metylodigoksyna          | Methyldigoxin         | C 01 AA 08                                                             |
| metylolionina            |                       |                                                                        |
| metyloprednizolon        | Methylprednisolone    | D 07 AA 01, D 07 AC 14, D 10 AA 02, H 02 AB 04                         |
| metylotiouracyl          | Methylthiouracil      | H 03 BA 01                                                             |
| metypranolol             | Metipranolol          | S 01 ED 04, C 07 BA 68                                                 |
| mianseryna               | Mianserin             | N 06 AX 03                                                             |
| midazolam                | Midazolam             | N 05 CD 08                                                             |
| midodryna                | Midodrine             | C 01 CA 17                                                             |
| miglustat                | Miglustate            | A 16 AX 06                                                             |
| mikonazol                | Miconazole            | D 01 AC 02, A 01 AB 09, A 07 AC 01, G 01 AF 04                         |
| milnacypran              | Milnacipran           | N 06 AX 17                                                             |
| mirtazapina              | Mirtazapine           | N 06 AX 11                                                             |
| mitoksantron             | Mitoxantrone          | L 01 DB 07                                                             |
| mitomycyna               | Mitomycin             | L 01 DC 03                                                             |
| mizolastyna              | Mizolastine           | R 06 AX 25                                                             |
| mizoprostol              | Misoprostol           | A 02 BB 01                                                             |
| moklobemid               | Moclobemide           | N 06 AG 02                                                             |
| moksonidyna              | Moxonidine            | C 02 AC 05                                                             |
| moksyfloksacyna          | Moxifloxacin          | J 01 MA 14                                                             |
| molgramostym             | Molgramostim          | L 03 AA 03                                                             |
| molsydomina              | Molsidomine           |                                                                        |
| mometazon                | Mometasone            | D 07 AC 13, D 07 XC 03, R 01 AD 09, R 03 BA 07                         |
| montelukast              | Montelukast           | R 03 DC 03                                                             |
| morfina                  | Morphine              | N 02 AA 01                                                             |
| moroktokog alfa          | Moroctocog alfa       | B 02 BD 02                                                             |
| mupirocyna               | Mupirocin             | D 06 AX 09, R 01 AX 06                                                 |
| mykafungina              | Micafungin            | J 02 AX 05                                                             |
| mykofenolan mofetylu     | Mofetil mycophenolate |                                                                        |

## N
| nazwa substancji czynnej | nazwa międzynarodowa | kod ATC |
| ------------------------ | -------------------- | --- |
| nabumeton                | Nabumetone           | M 01 AX 01                                                                                                 |
| nadolol                  | Nadolol              | C 07 AA 12                                                                                                 |
| nadroparyna              | Nadroparine          | |
| nafarelina               | Nafarelin            | H 01 CA 02                                                                                                 |
| nafazolina               | Naphazoline          | R 01 AA 08                                                                                                 |
| naftyfina                | Naftifine            | D 01 AE 22                                                                                                 |
| naliksydowy kwas         | Nalidixic acid       | J 01 MB 02                                                                                                 |
| nandrolon                | Nandrolone           | A 14 AB 01                                                                                                 |
| naproksen                | Naproxen             | G 02 CC 02, M 01 AE 02, M 02 AA 12                                                                         |
| natalizumab              | Natalizumab          | L 04 AA 23                                                                                                 |
| natamycyna               | Natamycin            | A 01 AB 10, A 07 AA 03, D 01 AA02, G 01 AA 02, S 01 AA 10                                                  |
| nateglinid               | Nateglinide          | A 10 BX 03                                                                                                 |
| nebiwolol                | Nebivolol            | C 07 AB 12                                                                                                 |
| nedokromil               | Nedocromil           | R 01 AC 07, R 03 BC 03, S 01 GX 04                                                                         |
| nelarabina               | Nelarabine           | L 01 BB 07                                                                                                 |
| neomycyna                | Neomycin             | A 01 AB 08, A 07 AA 01, B 05 CA 09, D 06 AX 04, J 01 GB 05, R 02 AB 01, S 01 AA 03, S 02 AA 07, S 03 AA 01 |
| nepafenak                | Nepafenac            | S 01 BC 10                                                                                                 |
| netylmycyna              | Netilmicin           | J 01 GB 07, S 01 AA 23                                                                                     |
| nicergolina              | Nicergoline          | C 04 AE 02                                                                                                 |
| nifedypina               | Nifedipine           | C 08 CA 05                                                                                                 |
| nifuratel                | Nifuratel            | G 01 AX 05                                                                                                 |
| nifuroksazyd             | Nifuroxazide         | A 07 AX 03                                                                                                 |
| nikotyna                 | Nicotine             | N 07 BA 01                                                                                                 |
| nimesulid                | Nimesulide           | M 01 AX 17, M 02 AA26                                                                                      |
| nimodypina               | Nimodipine           | C 08 CA 06                                                                                                 |
| nitrazepam               | Nitrazepam           | N 05 CD 02                                                                                                 |
| nitrendypina             | Nitrendipine         | C 08 CA 08                                                                                                 |
| nitroaspiryna            | Nitroaspirin         | |
| nitrofural               | Nitrofural           | P 01 CC 02                                                                                                 |
| nitrofurantoina          | Nitrofurantoin       | J 01 XE 01                                                                                                 |
| nitrogliceryna           | Glyceryl trinitrate  | C 01 DA 02, D 03 AX 07                                                                                     |
| nityzynon                | Nitisinone           | A 16 AX 04                                                                                                 |
| nonakog alfa             | Nonacog alfa         | B 02 BD 09                                                                                                 |
| norepinefryna            | Norepinephrine       | |
| noretysteron             | Norethisterone       | G 03 AA 05                                                                                                 |
| norfloksacyna            | Norfloxacin          | J 01 MA 06, S 01 AX 12                                                                                     |
| nystatyna                | Nystatin             | A 07 AA 02, D 01 AA 01, G 01 AA 01                                                                         |

## O
| nazwa substancji czynnej | nazwa międzynarodowa | kod ATC                                                                            |
| ------------------------ | -------------------- | ---------------------------------------------------------------------------------- |
| ofloksacyna              | Ofloxacin            | J 01 MA 01, J 01 MA 02, J 01 MA 12, S 01 AX 11, S 01 AX 13, S 01 AX 19, S 03 AA 07 |
| oksazepam                | Oxazepam             | N 05 BA 04                                                                         |
| okskarbazepina           | Oxcarbazepine        | N 03 AF 02                                                                         |
| oksolinowy kwas          | Oxolinic acid        | J 01 MB 05                                                                         |
| oksprenolol              | Oxprenolol           | C 07 AA 02                                                                         |
| oksybuprokaina           | Oxybuprocaine        | D 04 AB 03, S 01 HA 02                                                             |
| oksybutynina             | Oxybutynin           | G 04 BD 04                                                                         |
| oksymetazolina           | Oxymetazoline        | R 01 AA 05, R 01 AB 07, S 01 GA 04                                                 |
| oksyfenonium bromek      | Oxyphenonium bromide | A 03 AB 03                                                                         |
| oksytetracyklina         | Oxytetracycline      | J 01 AA 06, D 06 AA 03, G 01 AA 07                                                 |
| oktokog alfa             | Octocog alfa         | B 02 BD 02                                                                         |
| oktreotyd                | Octreotide           | H 01 CB 02                                                                         |
| olanzapina               | Olanzapine           | N 05 AH 03                                                                         |
| olopatadyna              | Olopatadine          | S 01 GX 09, R 01 AC 08                                                             |
| omalizumab               | Omalizumab           | R 03 DX 05                                                                         |
| omeprazol                | Omeprazole           | A 02 BC 01                                                                         |
| ondansetron              | Ondansetron          | A 04 AA 01                                                                         |
| opipramol                | Opipramol            | N 06 AA 05                                                                         |
| orcyprenalina            | Orciprenaline        | R 03 AB 03, R 03 CB 03, R 03 CB 53                                                 |
| orlistat                 | Orlistat             | A 08 AB 01                                                                         |
| ornityna                 | Ornithine            |                                                                                    |
| osalmid                  | Osalmid              |                                                                                    |

## P
| nazwa substancji czynnej    | nazwa międzynarodowa         | kod ATC |
| --------------------------- | ---------------------------- | --- |
| palifermina                 | Palifermine                  | V 03 AF 08 |
| paliperydon                 | Paliperidone                 | N 05 AX 13 |
| paliwizumab                 | Palivizumab                  | J 06 BB 16 |
| palonosetron                | Palonosetron                 | A 04 AA 05 |
| pankreatyna                 | Pancreatin                   | A 09 AA 02 |
| pantoprazol                 | Pantoprazole                 | A 02 BC 02 |
| pantotenian wapnia          |                              | |
| pantotenowy kwas            | Pantothenic acid             | |
| papaweryna                  | Papaverine                   | A 03 AD 01, G 04 BE 02                                                                                                 |
| parametazon                 | Paramethasone                | H 02 AB 05 |
| parathormon                 | Parathormone                 | H 05 AA 03 |
| parekoksyb                  | Parecoxib                    | M 01 AH 04 |
| paroksetyna                 | Paroxetine                   | N 06 AB 05 |
| pefloksacyna                | Pefloxacine                  | J 01 MA 03 |
| pegaptanib                  | Pegaptanib                   | S 01 LA 03 |
| pegfilgrastym               | Pegfilgrastim                | L 03 AA 13 |
| pegwisomant                 | Pegvisomant                  | H 01 AX 01 |
| pemetreksed                 | Pemetrexed                   | L 01 BA 04 |
| penicylamina                | Penicillamine                | M 01 CC 01 |
| penicylina benzylowa        | Benzylpenicillin             | J 01 CE 01 |
| penicylina fenoksymetylowa  | Phenoxymethylpenicillin      | J 01 CE 02 |
| penicylina prokainowa       | Procaine penicillin          | J 01 CE 09 |
| pentazocyna                 | Pentazocine                  | N 02 AD 01 |
| pentaerytrytylu tetraazotan | Pentaerythritol tetranitrate | |
| pentoksyfilina              | Pentoxifylline               | C 04 AD 03 |
| perazyna                    | Perazine                     | N 05 AB 10 |
| perfenazyna                 | Perphenazine                 | N 05 AB 03 |
| pergolid                    | Pergolide                    | N 04 BC 02 |
| peryndopryl                 | Perindopril                  | C 09 AA 04, C 09 BA 04, C 09 BB 04                                                                                     |
| petydyna                    | Pethidine                    | N 02 AB 02 |
| pilokarpina                 | Pilocarpine                  | N 07 AX 01, S 01 EB 01                                                                                                 |
| pindolol                    | Pindolol                     | C 07 AA 03 |
| pioglitazon                 | Pioglitazone                 | A 10 BG 03 |
| pipemidowy kwas             | Pipemidic acid               | J 01 MB 04 |
| piperacylina                | Piperacillin                 | J 01 CA 12 |
| piracetam                   | Piracetam                    | N 06 BX 03 |
| piroksykam                  | Piroxicam                    | M 01 AC 01, M 02 AA 07, S 01 BC 06                                                                                     |
| pirydoksyna                 | Pyridoxine, vitamin B6       | A 11 HA 02 |
| pirydostygminy bromek       | Pyridostigmine bromide       | N 07 AA 02 |
| pirymetamina                | Pyrimethamine                | P 01 BD 01 |
| pirytynol                   | Pyritinol                    | N 06 BX 02 |
| pizotyfen                   | Pizotifen                    | N 02 CX 01 |
| podofilotoksyna             | Podophyllotoxin              | D 06 BB 04 |
| polidokanol                 | Polidocanol                  | C 05 BB 02 |
| polikozanol                 | Policosanol                  | C 10 AX 08 |
| poliwidon                   |                              | |
| potasu chlorek              | Potassium chloride           | |
| potasu jodek                | Potassium iodide             | |
| pozakonazol                 | Posaconazole                 | J 02 AC 04 |
| prajmalina                  | Prajmaline                   | C 01 BA 08 |
| pramipeksol                 | Pramipexole                  | N 04 BC 05 |
| prasugrel                   | Prasugrel                    | jeszcze nie określono                                                                                                  |
| prawastatyna                | Pravastatin                  | C 10 AA 03 |
| prazosyna                   | Prazosin                     | C 02 CA 01 |
| prazykwantel                | Praziquantel                 | P 02 BA 01 |
| prednizolon                 | Prednisolone                 | A 07 EA 01, C 05 AA 04, D 07 AA 03, D 07 XA 02, H 02 AB 06, R 01 AD 02, S 01 BA 04, S 01 CB 02, S 02 BA 03, S 03 BA 02 |
| prednizon                   | Prednisone                   | A 07 EA 03, H 02 AB 07                                                                                                 |
| pregabalina                 | Pregabalin                   | N 03 AX 16 |
| prochlorperazyna            | Prochlorperazine             | N 05 AB 04 |
| progesteron                 | Progesterone                 | G 03 DA 04 |
| prokaina                    | Procaine                     | N 01 BA 02, C 05 AD 05, S 01 HA 05                                                                                     |
| prokainamid                 | Procainamide                 | C 01 BA 02 |
| proksymetakaina             | Proxymetacaine               | S 01 HA 04 |
| promazyna                   | Promazine                    | N 05 AA 03 |
| prometazyna                 | Promethazine                 | D 04 AA 10, R 06 AD 02, R 06 AD 05                                                                                     |
| propacetamol                | Propacetamol                 | N 02 BE 05 |
| propafenon                  | Propafenone                  | C 01 BC 03 |
| propranolol                 | Propranolol                  | C 07 AA 05 |
| propyfenazon                | Propyphenazone               | |
| propylotiouracyl            | Propylthiouracil             | H 03 BA 02 |
| proscylarydyna              | Proscillaridin               | C 01 AB 01 |
| prydynol                    | Pridinole                    | M 03 BX 03 |
| prylokaina                  | Prilocaine                   | N 01 BB 04 |
| prymidon                    | Primidone                    | N 03 AA 03 |
| pseudoefedryna              | Pseudoephedrine              | R 01 BA 02 |
| pyrantel                    | Pyrantel                     | |
| pyrazynamid                 | Pyrazinamide                 | J 04 AK 01 |

## R
| nazwa substancji czynnej | nazwa międzynarodowa     | kod ATC    |
| ------------------------ | ------------------------ | ---------- |
| rabeprazol               | Rabeprazole sodium       | A 02 BC 04 |
| raloksyfen               | Raloxifene hydrochloride | G 03 XC 01 |
| raltegrawir              | Raltegravir              | J 05 AX 08 |
| ramipryl                 | Ramipril                 | C 09 AA 05 |
| ranelinian strontu       | Strontium ranelate       | M 05 BX 03 |
| ranitydyna               | Ranitidine               | A 02 BA 02 |
| ranolazyna               | Ranolazine               | C 01 EB 18 |
| rasagilina               | Rasagiline               | N 04 BD 02 |
| reboksetyna              | Reboxetine               | N 06 AX 18 |
| repaglinid               | Repaglinide              | A 10 BX 02 |
| retapamulina             | Retapamulin              | D 06 AX 13 |
| reteplaza                | Reteplase                | B 01 AD 07 |
| retinol                  | Retinol                  | A 11 CA 01 |
| rewiparyna               | Reviparin sodium         | B 01 AB 08 |
| rezerpina                | Reserpine                | C 02 LA 01 |
| riluzol                  | Riluzole                 | N 07 XX 02 |
| rofekoksyb               | Rofecoxib                | M 01 AH 02 |
| roksytromycyna           | Roxithromycin            | J 01 FA 06 |
| romiplostym              | Romiplostim              | B 02 BX 04 |
| rotygotyna               | Rotigotine               | N 04 BC 09 |
| rozyglitazon             | Rosiglitazone            | A 10 BG 02 |
| rufinamid                | Rufinamide               | N 03 AF 03 |
| rybawiryna               | Ribavirin                | J 05 AB 04 |
| ryboflawina              | Riboflavin               | A 11 HA 04 |
| ryfampicyna              | Rifampicin               | J 04 AB 02 |
| rylmenidyna              | Rilmenidine              | C 02 AC 06 |
| rymonabant               | Rimonabant               | A 08 AX 01 |
| rysperydon               | Risperidone              | N 05 AX 08 |
| rywaroksaban             | Rivaroxaban              | B 01 AX 06 |
| rywastygmina             | Rivastigmine             | N 06 DA 03 |
| ryzatryptan              | Rizatriptan              | N 02 CC 04 |
| ryzedronowy kwas         | Risedronic acid          | M 05 BA 07 |

## S
| nazwa substancji czynnej | nazwa międzynarodowa | kod ATC                |
| ------------------------ | -------------------- | ---------------------- |
| sakwinawir               | Saquinavir           | J 05 AE 01             |
| salbutamol               | Salbutamol           | R 03 AC 02, R 03 CC 02 |
| salicylan choliny        | Choline salicylate   |                        |
| salicylowy kwas          | Salicylic acid       |                        |
| salmeterol               | Salmeterol           | R 03 AC 12             |
| sapropteryna             | Sapropterine         | A 16 AX 07             |
| selegilina               | Selegiline           | N 04 BD 01             |
| sertralina               | Sertraline           | N 06 AB 06             |
| sewelamer                | Sevelamer            | V 03 AE 02             |
| siarki sześciofluorek    | Sulfur hexafluoride  |                        |
| sibutramina              | Sibutramine          | A 08 AA 10             |
| sildenafil               | Sildenafil           | G 04 BE 03             |
| simwastatyna             | Simvastatin          | C 10 AA 01             |
| sirolimus                |                      |                        |
| sitagliptyna             | Sitagliptin          | A 10 BH 01             |
| sitaksentan              | Sitaxentan           | C 02 KX 03             |
| sodu chlorek             | Natrium chloride     |                        |
| sodu fluorek             | Sodium fluoride      |                        |
| somatostatyna            | Somatostatin         |                        |
| somatropina              | Somatropin           | H 01 AC 01             |
| spektynomycyna           | Spectinomycin        | J 01 XX 04             |
| spiramycyna              | Spiramiycin          | J 01 FA 02             |
| spironolakton            | Spironolactone       | C 03 DA 01             |
| streptodornaza           | Streptodornase       |                        |
| streptokinaza            | Streptokinase        | B 01 AD 01, B 06 AA 55 |
| streptomycyna            | Streptomycin         | A 07 AA 04, J 01 GA 01 |
| styrypentol              | Stiripentol          | N 03 AX 17             |
| sugammadeks              | Sugammadex           | V 03 AB 35             |
| sukralfat                | Sucralfate           | A 02 BX 02             |
| sulesomab                | Sulesomab            | V 09 HA 04             |
| sulfacetamid             | Sulfacetamide        | S 01 AB 04             |
| sulfadykramid            |                      |                        |
| sulfakarbamid            |                      |                        |
| sulfametoksazol          | Sulfamethoxazole     | J 01 EC 01             |
| sulfasalazyna            | Sulfasalazine        | A 07 EC 01             |
| sulfataza                | Sulfatase            | A 16 AB 09             |
| sulindak                 | Sulindac             | M 01 AB 02             |
| sulodeksyd               | Sulodexide           | B 01 AB 11             |
| sulpiryd                 | Sulpiride            | N 05 AL 01, N 05 AL 07 |
| sumatryptan              | Sumatriptan          | N 02 CC 01             |
| sunitynib                | Sunitinib            | V 09 HA 04             |
| symetykon                | Simethicon           |                        |

## T
| nazwa substancji czynnej        | nazwa międzynarodowa | kod ATC                                                                            |
| ------------------------------- | -------------------- | ---------------------------------------------------------------------------------- |
| tadalafi                        | Tadalafil            | G 04 BE 08                                                                         |
| takalcytol                      | Tacalcitol           | D 05 AX 04                                                                         |
| takrolimus                      |                      |                                                                                    |
| tamoksyfen                      | Tamoxifen            | L 02 BA 01                                                                         |
| tamsulozyna                     | Tamsulosin           | G 04 CA 02                                                                         |
| tazonermina                     | Tasonermin           | L 03 AX 11                                                                         |
| telbiwudyna                     | Telbivudine          | J 05 AF 11                                                                         |
| telmisartan                     | Telmisartan          | C 09 CA 07                                                                         |
| temazepam                       | Temazepam            | N 05 CD 07                                                                         |
| temoporfin                      | Temoporfin           | L 01 XD 05                                                                         |
| temozolomid                     | Temozolomide         | L 01 AX 03                                                                         |
| temsyrolimus                    | Temsirolimus         | L 01 XE 09                                                                         |
| tenekteplaza                    | Tenecteplase         | B 01 AD 11                                                                         |
| teofilina                       | Teophylline          | R 03 DA 04                                                                         |
| terazosyna                      | Terazosin            | G 04 CA 03                                                                         |
| terbinafina                     | Terbinafine          | D 01 AE 15, D 01 BA 02                                                             |
| teryparatyd                     | Teriparatide         | H 05 AA 02                                                                         |
| testosteron                     | Testosterone         | G 03 BA 03                                                                         |
| tetracyklina                    | Tetracycline         | A 01 AB 13, D 06 AA 04, J 01 AA 07, S 01 AA 09, S 02 AA 08, S 03 AA 02             |
| tetrakozaktyd                   | Tetracosactide       | H 01 AA 02                                                                         |
| tetrazepam                      | Tetrazepam           | M 03 BX 07                                                                         |
| tetryzolina                     | Tetryzoline          |                                                                                    |
| tiagabina                       | Tiagabine            | N 03 AG 06                                                                         |
| tiamazol                        | Thiamazole           |                                                                                    |
| tiamina                         | Thiamine             |                                                                                    |
| tianeptyna                      | Thianeptine          | N 06 AX 14                                                                         |
| tiaprofenowy kwas               | Tiaprofenic acid     | M 01 AE 11                                                                         |
| tiapryd                         | Tiapride             |                                                                                    |
| tietylperazyna                  | Thiethylperazine     | R 06 AD 03                                                                         |
| timonacyk                       | Timonacic            |                                                                                    |
| tioguanina                      | Thioguanine          | L 01 BB 03                                                                         |
| tiokonazol                      | Tioconazole          | D 01 AC 07, G 01 AF 08                                                             |
| tiorydazyna                     | Thioridazine         | N 05 AC 02                                                                         |
| tobramycyna                     | Tobramycin           | J 01 GB 01, S 01 AA 12                                                             |
| todralazyna                     | Todralazine          |                                                                                    |
| tokoferol                       | Tocopherol           |                                                                                    |
| tolbutamid                      | Tolbutamide          | A 10 BB 03, V 04 CA 01                                                             |
| tolkapon                        | Tolcapone            | N 04 BX 01                                                                         |
| tolperyzon                      | Tolperisone          | M 03 BX 04                                                                         |
| tolterodyna                     | Tolterodine          | G 04 BD 07                                                                         |
| topiramat                       | Topiramate           | N 03 AX 11                                                                         |
| torasemid                       | Torasemide           | C 03 CA 04                                                                         |
| toremifen                       | Toremifene           | L 02 BA 02                                                                         |
| trabektedyna                    | Trabectedin          | L 01 CX 01                                                                         |
| tramadol                        | Tramadol             | N 02 AX 02                                                                         |
| trandolapryl                    | Trandolapril         | C 09 AA 10                                                                         |
| traneksamowy kwas               | Tranexamic acid      | B 02 AA 02                                                                         |
| trastuzumab                     | Trastuzumab          | L 01 XC 03                                                                         |
| trawoprost                      | Travoprost           | S 01 EE 04                                                                         |
| trazodon                        | Trazodone            | N 06 AX 05                                                                         |
| tretynoina                      | Tretinoin            | D 10 AD 01, L 01 XX 14                                                             |
| triamcynolon                    | Triamcinolone        | A 01 AC 01, D 07 AB 09, D 07 XB 02, H 02 AB 08, R 01 AD 11, R 03 BA 06, S 01 BA 05 |
| trifluoperazyna                 | Trifluoperazine      | N 05 AB 06                                                                         |
| triheksyfenidyl                 | Trihexyphenidyl      | N 04 AA 01                                                                         |
| trimebutyna                     | Trimebutine          | A 03 AA 05                                                                         |
| trimetazydyna                   | Trimetazidine        | C 01 EB 15                                                                         |
| trimetoprym                     | Trimethoprim         | J 01 EA 01                                                                         |
| tripotasowo-bizmutawy cytrynian |                      |                                                                                    |
| trokserutyna                    | Troxerutin           | C 05 CA 04                                                                         |
| tromantadyna                    | Tromantadine         | D 06 BB 02                                                                         |
| trombina                        | Thrombin             |                                                                                    |
| tropikamid                      | Tropicamide          | S 01 FA 06                                                                         |
| tropisetron                     | Tropisetron          | A 04 AA 03                                                                         |
| tryptorelina                    | Triptorelin          | L 02 AE 04                                                                         |
| tybolon                         | Tibolone             | G 03 CX 01                                                                         |
| tygecyklina                     | Tigecycline          | J 01 AA 12                                                                         |
| tyklopidyna                     | Ticlopidine          | B 01 AC 05                                                                         |
| tymazolina                      | Tymazoline           | R 01 AA 13                                                                         |
| tymolol                         | Timolol              | C 07 AA 06                                                                         |
| tymostymulina                   |                      |                                                                                    |
| tynidazol                       | Tinidazole           | J 01 XD 02, P 01 AB 02                                                             |
| typranawir                      | Tipranavir           | J 05 AE 09                                                                         |
| tyzanidyna                      | Tizanidine           | M 03 BX 02                                                                         |

## U
| nazwa substancji czynnej | nazwa międzynarodowa  | kod ATC    |
| ------------------------ | --------------------- | ---------- |
| ubidekarenon             |                       |            |
| unoproston izopropylu    | unoprostone isopropyl | S 01 EE 02 |
| ursodeoksycholowy kwas   | Ursodeoxycholic acid  | A 05 AA 02 |
| ustekinumab              | Ustekinumab           | L 04 AC 05 |

## W
| nazwa substancji czynnej | nazwa międzynarodowa | kod ATC                |
| ------------------------ | -------------------- | ---------------------- |
| walproinowy kwas         | Valproic acid        | N 03 AG 01             |
| walpromid                | Valpromid            | N 03 AG 02             |
| walsartan                | Valsartan            | C 09 CA 03             |
| wapnia fosforan          | Calcium phosphate    |                        |
| wapnia węglan            | Calcium carbonate    |                        |
| wareniklina              | Varenicline          | N 07 BA 03             |
| wenlafaksyna             | Venlafaxine          | N 06 AX 16             |
| werapamil                | Verapamil            | C 08 DA 01             |
| werteporfina             | Verteporfin          | S 01 LA 01             |
| wigabatryna              | Vigabatrin           | N 03 AG 04             |
| wildagliptyna            | Vildagliptin         | A 10 BH 02, A 10 BD 08 |
| winblastyna              | Vinblastine          | L 01 CA 01             |
| winkrystyna              | Vincristine          | L 01 CA 02             |
| winorelbina              | Vinorelbine          | L 01 CA 04             |
| winpocetyna              | Vinpocetine          | N 06 BX 18             |
| węgiel aktywowany        |                      |                        |

## Z
| nazwa substancji czynnej | nazwa międzynarodowa | kod ATC    |
| ------------------------ | -------------------- | ---------- |
| zafirlukast              | Zafirlucust          | R 03 DC 01 |
| zaleplon                 | Zaleplon             | N 05 CF 03 |
| zolendronowy kwas        | Zoledronic acid      | M 05 BA 08 |
| zolmitryptan             | Zolmitriptane        | N 02 CC 03 |
| zolpidem                 | Zolpidem             | N 05 CF 02 |
| zonisamid                | Zonisamide           | N 03 AX 15 |
| zopiklon                 | Zopiclone            | N 05 CF 01 |
| zuklopentyksol           | Zuclopenthixol       | N 05 AF 05 |
| zydowudyna               | Zidovudine           | J 05 AF 01 |
| zykonotyd                | Ziconotide           | N 02 BG 08 |
| zyprazydon               | Ziprasidone          | N 05 AE 04 |

## Ż
| nazwa substancji czynnej | nazwa międzynarodowa | kod ATC |
| ------------------------ | -------------------- | ------- |
| żelaza chlorek           | Ferrum chloride      |         |
| żelaza siarczan          |                      |         |